# NGC 1184
NGC 1184 је лентикуларна галаксија у сазвежђу Цефеј која се налази на NGC листи објеката дубоког неба.
Деклинација објекта је + 80° 47' 35" а ректасцензија 3h 16m 45,3s. Привидна величина (магнитуда) објекта NGC 1184 износи 12,5 а фотографска магнитуда 13,4. NGC 1184 је још познат и под ознакама UGC 2583, MCG 13-3-2, CGCG 346-2, IRAS 03088+8035, PGC 12174.